# 人道
人道（じんどう）または人倫（じんりん）とは、人間として守るべき道のことである。「人の人たる道」とも言われる。倫理。
文字を同じくする、歩行者専用道路・歩道のことを指して言う「人道」とは全く関わりはない。
人道の観点から無視できないような問題を「人道問題」と言う。
「人道」の語は、人道主義（ヒューマニズム）にも含まれている。
儒教思想における「人道」は「天道」に対比させられる概念であった。

## 戦争と人道
他国との戦争において、戦時国際法で定められた戦闘行為を逸脱し、自身の思想や嗜好・政治的判断により、他の人に対し人として許されざる行為を成したとされる個人に対し、人道上の見地から処罰が下される事がある。また使用される兵器に関しても、一定の倫理が求められ、人道上の理由から使用が禁じられた兵器は少なくない（古くはダムダム弾や化学兵器等）。近代より戦争捕虜に対して、一定の「人間らしい扱い」が求められている。しかし、戦地における敵側民間人や戦時捕虜に対する拷問、残虐行為や虐待は近年でも発生しており、度々問題視されている。
地域紛争

## 人道支援
第二次世界大戦の終結から半世紀以上経過した現在においても、世界各国では武力紛争や自然災害による社会基盤の崩壊により、人としての生活が損なわれている人々が居る地域は少なくない。
これらの地域に対して、国際連合や赤十字国際委員会や「国境なき医師団」等をはじめとする非政府組織が、人道的な見地から、その地域を援助する活動を行っている。

## 関連文献
- 『人道ーその歩み―日本赤十字社百年史』日本赤十字社、1979年
- 日本赤十字社『太平洋戦争中の国際人道活動記録』日本赤十字社、1994
- 『国際協力を仕事として―開発・人道援助に飛び立つ女性たち』彌生書房、1995、ISBN 4841507086
- 『牧口常三郎 人道と正義の生涯』 1996
- 野村健二『人道のひとつの側面 捕虜の虐待と優遇』平和文化、2000、ISBN 4894880040
- 最上敏樹『人道的介入　- 正義の武力行使はあるか -』岩波新書、2001年
- UNHCR国連難民高等弁務官事務所 『世界難民白書〈2000〉人道行動の50年史』 時事通信社、2001、ISBN 4788701634
- 『緒方貞子―難民支援の現場から』集英社新書、2003、ISBN 4087201996
- 広島市立大学広島平和研究所『人道危機と国際介入―平和回復の処方箋』有信堂高文社、2003、ISBN 4842055472
- ジャッキー・マムー『子どもたちと話す 人道援助ってなに?』 現代企画室、2003、ISBN 4773802073
- 大芝亮『21世紀をつくる国際組織事典〈2〉人権・人道にかかわる国際組織』岩崎書店、2003、ISBN 4265044727
- 最上敏樹『いま平和とは―人権と人道をめぐる9話』 岩波新書、2006年、ISBN 4004310008
- ジャン・ピクテ、井上忠男『解説 赤十字の基本原則―人道機関の理念と行動規範』 東信堂、2006、ISBN 488713701X
- ニーラカンタ・ラダ・クリシュナン、池田大作『人道の世紀へ―ガンジーとインドの哲学を語る』第三文明社、2009、ISBN 4476050441